# Río Heath
El río Heath es un río sudamericano de la cuenca amazónica, un afluente del río Madre de Dios que durante todo su curso forma la frontera natural entre Perú y Bolivia (separa el peruano departamento de Madre de Dios del boliviano departamento de La Paz).
El río nace en las estribaciones de la cordillera de los Andes que rodean el lago Titicaca por el norte, y discurre, describiendo muchos meandros y también en dirección norte, hasta desaguar por la margen derecha en el río Madre de Dios, en la pequeña localidad boliviana de Puerto Heath, aguas abajo de Puerto Maldonado.
En territorio peruano, el río es el límite occidental del Santuario Nacional Pampas del Heath, que protege el único ecosistema de sabanas o pastizales húmedos del Perú (102.109 Ha).
Los Eja Sonene viven en la zona. Son una comunidad indígena formada por miembros del grupo étnico de los arahuaco, perteneciente a la familia del habla Tacana, que emigraron desde el oeste, y miembros de origen Pano, que proceden de la parte baja del río Madeira.

## Historia
El río fue nombrado en honor al británico Ivon Heath que, en 1877, acompañado por su compatriota James Orthon, exploró algunos de los ríos de la cuenca del Madre de Dios.
El lobo de crin (Chrysocyon brachyurus), el mayor y más singular de los cánidos americanos, ha cazado desde siempre en este ambiente, adaptándose morfológica y socialmente a sus peculiares condiciones.